# Kalimpong
Kalimpong là một thành phố và khu đô thị của quận Darjiling thuộc bang Tây Bengal, Ấn Độ.

## Nhân khẩu
Theo điều tra dân số năm 2001 của Ấn Độ, Kalimpong có dân số 42.980 người. Phái nam chiếm 52% tổng số dân và phái nữ chiếm 48%. Kalimpong có tỷ lệ 79% biết đọc biết viết, cao hơn tỷ lệ trung bình toàn quốc là 59,5%: tỷ lệ cho phái nam là 84%, và tỷ lệ cho phái nữ là 73%. Tại Kalimpong, 8% dân số nhỏ hơn 6 tuổi.